# Tonerna
Tornena est un poème d'Erik Gustaf Geijer, paru en 1829, mis en musique par Carl Leopold Sjöberg avec première publication de la partition en 1901 aux éditions musicales Abraham Lundquist (sv). Son interprétation et enregistrement effectués en 1936 par le ténor Jussi Björling ont constitué la principale pierre d’achoppement qui a participé à faire connaître cette œuvre entrée, depuis lors, dans le répertoire traditionnel, folklorique et lyrique, illustrant de surcroît plusieurs films suédois, cinq en tout, au nombre desquels figurent des productions respectivement réalisées par Edvard Persson (sv) ou Nils Poppe,.

## Source
- (sv) Cet article est partiellement ou en totalité issu de l’article de Wikipédia en suédois intitulé « Tonerna » (voir la liste des auteurs).